# Роза Серра
Роза Серра-і-Пучверт (кат. Rosa Serra i Puigvert; 1944, Вік) — іспанська (каталонська) скульпторка.
Народилась у місті Вік. У віці 6-ти років її родина переїхала в Улот, де вона навчалась у Школі витончених мистецтв. У 1970 році почала кар'єру художниці. У 1972 році перша виставка робіт в Улоті. Згодом почала займатись скульптурою і в 1974 році була проведена виставка, на якій вперше були представлені роботи однієї жінки-скульпторки. З тих пір вона регулярно брала участь у виставках (найважливіша відбулась у 1983 році в Улоті). 

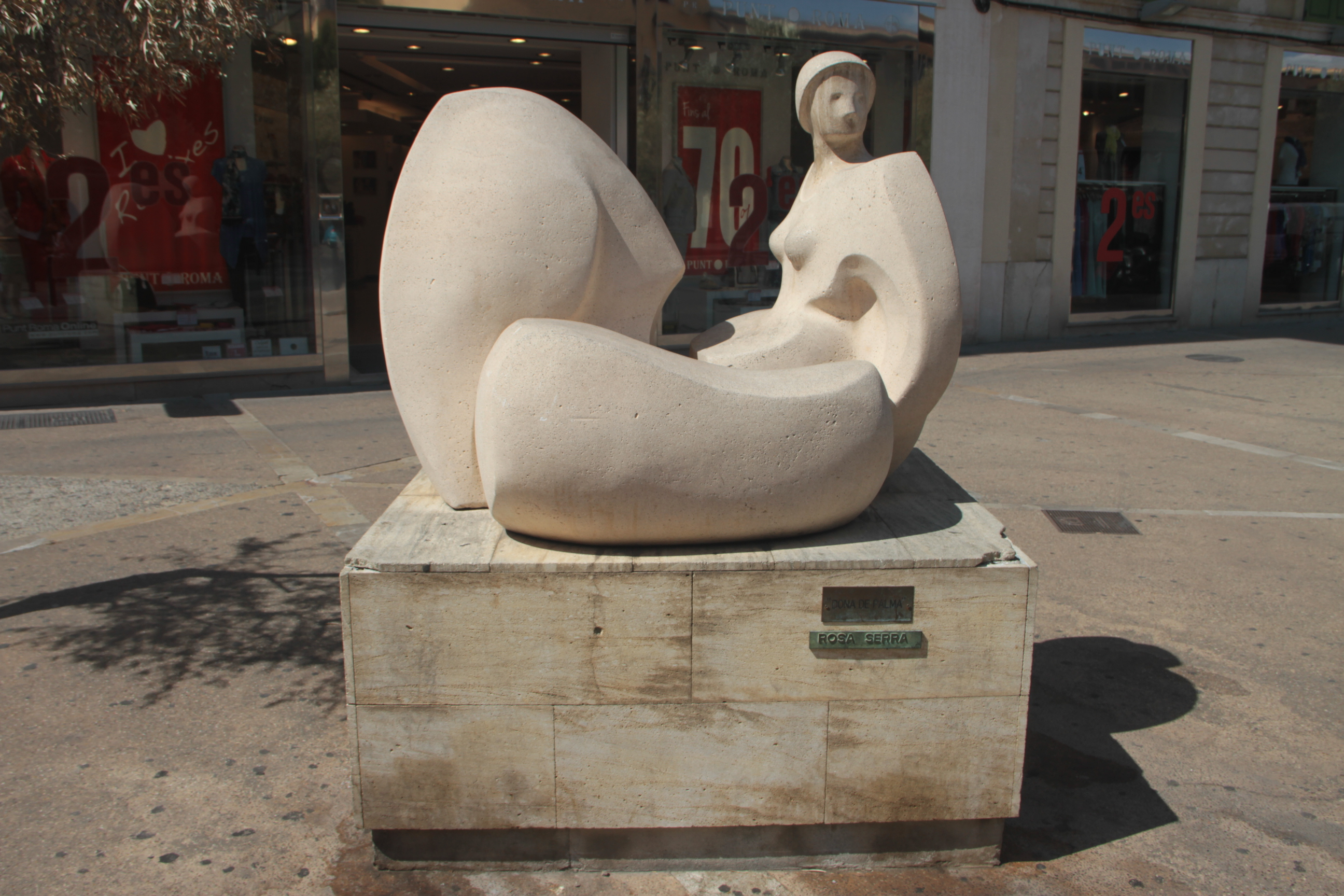
«Жінка з Пальми» (1992), Пальма

Спочатку створювала невеликі роботи, але потім почала виконувати скульптури великих розмірів для громадських просторів і отримала багато замовлень. Найбільше її робіт знаходиться у провінції Жирона, а також в інших містах Іспанії. У 1977 році була лауреатом Національного спортивного бієнале в Більбао; з тих пір отримала низку інших нагород. У 1987 році Хуан Антоніо Самаранч замовив їй створити серію різних олімпійських спортсменів — «Олімпійську сюїту» — для Олімпійського музею в Лозанні. Її роботи зазвичай створені на традиційний або популярний сюжет, також це абстрактні скульптури, в основі яких жіноча фігура.
У 2008 році нагороджена хрестом святого Георія урядом Каталонії.